# 三命跳棋
三命跳棋（俄語：Трибуны），是俄羅斯疊跳棋變體，被跳過的敵疊棋移除一枚。

## 棋具
- 六十四格國際跳棋。

## 規則
- 兵皆放在離己方最近三橫行的深色棋格。
  - 最底行棋子疊為三層。
  - 次底行棋子疊為二層。
  - 第三行棋子一層。

- 升變：當兵經過或停在敵方底行時，將該棋疊全部翻面，改稱為王，其後的移動改用王的方式。

- 每回合玩家可能有二種行動，以跳吃為優先：
  - 跳吃：若條件符合，必須連跳吃。跳過敵棋完後，才把該些敵棋疊的一枚移出棋盤。有多條路徑可跳吃時，可任意選擇一條。
    - 兵跳過斜鄰格的敵疊棋，落到後者的第一個空格。在連跳过程中，若升級成王，則其後跳吃過程，皆以王的方式吃子。
    - 王跳過在同斜線、中間無其他棋子的敵疊棋，落在後者的空格之一。在連跳过程中，可多次跳跃同一空格，但禁止第二次跳跃同一枚敵棋。

  - 無法跳吃時，移動己棋到空格。
    - 兵僅能朝前斜移動一格。
    - 王能循任何斜向移动任意格数，路徑不可有其他棋子阻擋。

- 消滅所有敵棋或敵棋無法移動者勝[2]。

## 外部連結
- 遊戲棋譜（页面存档备份，存于）